# Die letzte Schlacht (2005)
Der Film Die letzte Schlacht ist ein halbdokumentarisches Werk, das die Endzeit des Dritten Reiches vom 20. April bis zum 2. Mai 1945 behandelt.

## Handlung
Das „Dokudrama“ spielt in einem Zeitrahmen von 13 Tagen, Schauplatz ist Berlin. Der Diktator verbringt im Führerbunker seine letzten Tage, auf den Straßen der zerstörten Stadt tobt die Schlacht um Berlin.
Der Film besteht aus Interviews mit Zeitzeugen und Spielfilmszenen, die deren Erlebnissen nachempfunden sind. Er zeigt Einzelschicksale sowohl auf deutscher als auch auf russischer Seite, so zum Beispiel die Geschichte einer jungen deutschen Krankenschwester, die schwer verwundete Soldaten pflegt, oder die eines Rundfunksprechers, der bis zum Ende in seinem Rundfunkbunker ausharrt. Ein deutscher Jude, der aus seinem Heimatland geflohen war, kehrt nun als Leutnant der Roten Armee zurück und begleitet einen sowjetischen General, dem trotz des Kriegsgeschehens besonders das Wohl der deutschen Zivilbevölkerung am Herzen liegt. Insgesamt werden fast ein Dutzend Einzelschicksale nachgestellt.

## Hintergrund
Der Film entstand zum 60. Jahrestag der Kapitulation der deutschen Wehrmacht. Der Film entstand im Auftrag des ZDF in Zusammenarbeit mit Arte. Die redaktionelle Leitung hatte Guido Knopp inne. Er wurde am 13. März 2005 auf Arte veröffentlicht.

## Kritik
„Zwar erinnert die Technik auf den ersten Blick an andere von Knopp überwachte Geschichtsfilme. Doch Blumenberg, der bereits mit "Deutschlandspiel" oder "Der Aufstand" das Format des Doku-Dramas in seinen gestalterischen Möglichkeiten ausgeleuchtet hat, erzählt perspektivisch ausgeklügelter. Aus den fiktional verdichteten Zeitzeugenbefragungen (50 wurden insgesamt interviewt, am Ende verfügte man über 130 Stunden Material) entwickelt sich ein vielstimmiges und gerade in seinen Widersprüchen aufschlussreiches Zeitenpanorama. Der Zuschauer wird meist gefordert, nicht eingeseift.“